# 菲律賓小沙丁魚
菲律賓小沙丁魚（學名：Sardinella tawilis）為輻鰭魚綱鲱形目鲱科的其中一種，分布於亞洲菲律賓塔阿爾湖流域，體長可達12公分，棲息在淡水湖泊，成群活動，可做為食用魚，是已知的唯一棲息於淡水中的小沙丁魚屬成員。
2019年1月國際自然保護聯盟宣布菲律賓小沙丁魚為瀕危物種。

## 擴展閱讀
維基物種上的相關：菲律賓小沙丁魚